# Brăila

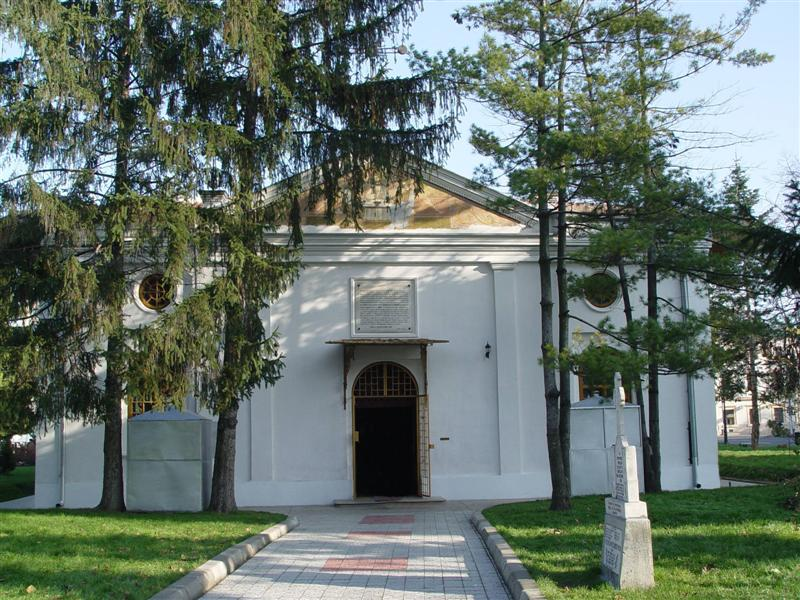
Szent Arkangyalok-templom

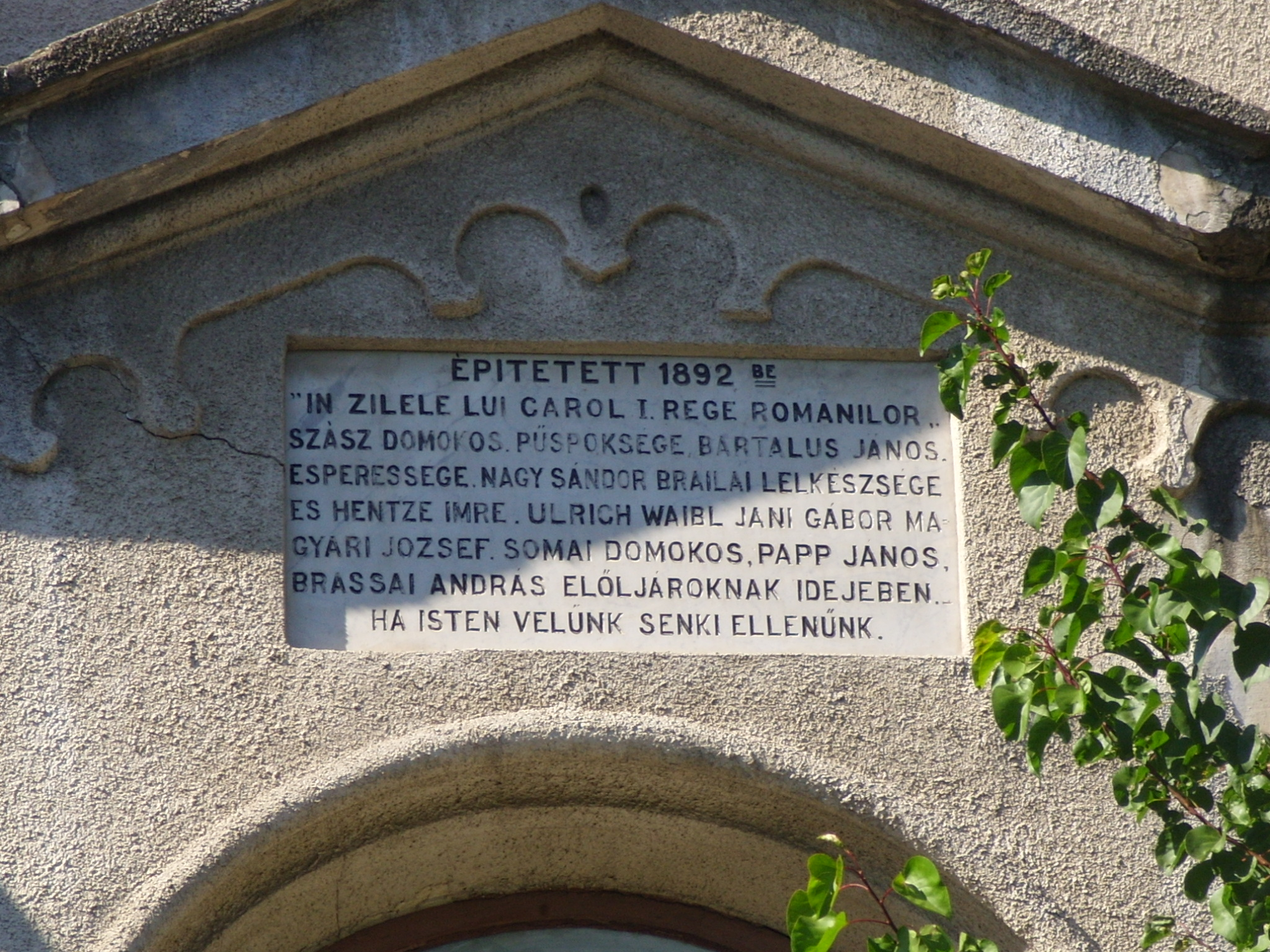
Magyar református templom (emléktábla)

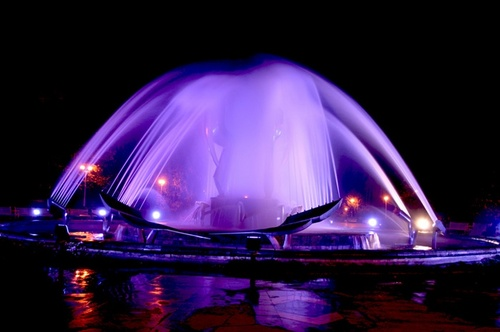
Szökőkút a Függetlenség terén

Brăila (magyarul: Brajla, régi nevén: Ibrail) város Románia délkeleti részén, a Duna bal partján, Brăila megye székhelye. Lakossága 154 686 fő (2021. dec. 1.).

## Története
Régészeti feltárások szerint a környék már az újkőkorszak idején lakott volt. Maradtak fent emlékek a bronzkorból is. A Kr. e. 4. és 3. században géta település lehetett itt, amely kapcsolatban állt a görög településekkel.
Egy 1350-ben megjelent spanyol útleírásban („Libro del conoscimiento”), illetve néhány katalán térképen (Angellino de Dalorto, 1325–1330 és Angelino Dulcert, 1339) a város Drinago néven szerepel. 1368-ban már Brayla néven említik egy, a brassói kereskedőknek adott kiváltságlevélben. 1538–1540 között a törökök foglalták el a várost; a török uralom az 1828–1829-es orosz–török háborúig tartott. Ebben az időszakban a város neve Ibrail volt. (Érdekesség, hogy a nemzetközi postaszogálatot 1867-ig - többek között - Ausztria, majd 1869-ig Magyarország látta el.) A város a 19. század végén és a 20. század elején élte virágkorát, amikor Románia fontos külkereskedelmi forgalmat bonyolító kikötőjévé vált. A második világháború után, Galați fejlődésével egyidejűleg, a város veszített jelentőségéből.

## Lakosság
Az 1930-as népszámláláskor a városnak 68 347 lakosa volt, ebből 75,4% román, 9,7% zsidó, 6,7% görög, 1,7% magyar. Vallási hovatartozás szerint a népesség 84,4%-a ortodox, 10,4% izraelita, 3,2% katolikus volt. A demográfiai csúcspont az 1980-as években volt, amikor a lakosság száma elérte a 235 000 főt. 1989 után, a munkanélküliség növekedése miatt a népesség ismét csökkenni kezdett.
A 2011-es népszámlálás adatai szerint a város 180 302 lakosából 90,2% román, 1,1%-a roma, 1,1%-a lipován nemzetiségű. A görögök és törökök egyaránt a lakosság 0,1%-át tették ki. 145 fő vallotta magyarnak magát.

## Látnivalók
- Görög templom
- Szent Arkangyalok-templom
- Szent Miklós-templom
- Traian-tér és a város régi negyede
- Duna-part
- Városközpont a lépcsős szökőkúttal
- Emlékmű-park
- Népkert
- Brăilai Múzeum
- Műgyűjtemények Háza
- Perpessicius emlékház

## Híres emberek
- Ana Aslan gerontológus (1897–1988)
- Anișoara Cușmir-Stanciu olimpiai bajnok távolugró (1962–)
- Hariclea Darclée operaénekes (1860–1939)
- Nae Ionescu filozófus, matematikus (1890–1940)
- Panait Istrati író (1884–1935)
- Joseph Moses Juran mérnök, amerikai üzletember (1902–)
- Antigone Kefala Ausztráliában élő költő (1935–)
- Manea Mănescu Románia miniszterelnöke 1974–1979 között (1916–2009)
- Gheorghe Mihoc statisztikus (1906–1981)
- Diana Mocanu olimpiai bajnok úszó (1984–)
- Serge Moscovici Franciaországban élő szociálpszichológus (1925–)
- Gheorghe Munteanu Murgoci geológus (1872–1925)
- Dimitrie Panaitescu Perpessicius irodalomtörténész
- Gheorghe Petrașcu festő (1872–1949)
- Camelia Potec olimpiai bajnok úszó (1982–)
- Johnny Răducanu dzsesszzongorista (1935–2011)
- Mihail Sebastian író (1907–1945)
- Ilarie Voronca költő (1903–1946)
- Iannis Xenakis zeneszerző (1922–2001)
- Dávid György történész, szótár- és tankönyvíró (1889–1949)[4]
- Ács Alajos színész (1930–2002)
- Csorba András (1927–1987)